# Robert Kleissl
Robert Kleissl (* 25. Juli 1888 in Meran; † 21. August 1923 in Innsbruck) war ein österreichischer Politiker der Christlichsozialen Partei (CSP).

## Ausbildung und Beruf
Nach dem Besuch der Volksschule ging er an ein Gymnasium und absolvierte später ein Studium der Theologie. Er wurde Priester und Sekretär des Bauernbundes. 
Seit 1908 war er Mitglied der katholischen Studentenverbindung AV Austria Innsbruck.

## Politische Funktionen
- 14. November 1922 bis zu seinem Tod am 21. August 1923: Abgeordneter zum Tiroler Landtag (I. Wahlperiode), für Theodor Scheffauer angelobt

## Politische Mandate
- 25. März 1923 bis zu seinem Tod am 21. August 1923: Abgeordneter zum Nationalrat (I. Gesetzgebungsperiode), CSP